# HERALDIC DEVICE
HERALDIC DEVICE（ヘラルディック・ディヴァイス）は、2011年にANTHEMがリリースしたアルバムである。
同年12月に発売された本作のDELUXE EDITIONに関しても記述する。

## 内容
前作「BLACK EMPIRE」からのリリース間隔は再結成後では最長となった。なお、本作のリリースに伴う先行シングルはリリースされていない。

## 収録曲
全作詞・7以外作曲：柴田直人　7作曲：清水昭男
1. THE SIGN
2. CONTAGIOUS
3. GO!
4. BLIND ALLEY
5. ROCKBOUND
6. WAYFARING MAN
7. CODE OF THE SILENCE（Instrumental）
8. IN THE DEAD OF NIGHT
9. REMAINS
10. LIVING PROOF

## 参加メンバー
- 柴田直人：ベース、作詞・作曲
- 坂本英三：ボーカル、作詞
- 清水昭男：ギター、作曲
- 本間大嗣：ドラム

## 内容
上述の内容に特典DVDを同梱してCDにボーナス・トラック3曲を追加した作品。

## CD収録曲
全作詞・7以外作曲：柴田直人　7作曲：清水昭男　11作詞：坂本英三
1. THE SIGN
2. CONTAGIOUS
3. GO!
4. BLIND ALLEY
5. ROCKBOUND
6. WAYFARING MAN
7. CODE OF THE SILENCE（Instrumental）
8. IN THE DEAD OF NIGHT
9. REMAINS
10. LIVING PROOF
11. BLOOD LINE  （BONUS TRACK）
12. BLACK EMPIRE  （BONUS TRACK:LIVE VERSION,CLUB CITTA' 2010.4.10）
13. HEAT OF THE NIGHT  （BONUS TRACK:LIVE VERSION,CLUB CITTA' 2010.4.10）

## DVD収録曲
1. THE MAKING OF HERALDIC DEVICE  （DOCUMENTARY）
2. THE SIGN  （MUSIC VIDEO）

## 参加メンバー
- 柴田直人：ベース、作詞、作曲
- 坂本英三：ボーカル、作詞
- 清水昭男：ギター、作曲
- 本間大嗣：ドラム